# Eyjólfur Sverrisson
Eyjólfur Gjafar Sverrisson (Sauðárkrókur, Islandia, 3 de agosto de 1968) es un exfutbolista islandés, se desempeñaba como defensa o centrocampista.

## Clubes
| Club           | País     | Año         | Partidos | Goles |
| UMF Tindastóll | Islandia | 1985 - 1989 | 79       | 66    |
| VfB Stuttgart  | Alemania | 1989 - 1994 | 110      | 21    |
| Beşiktaş JK    | Turquía  | 1994 - 1995 | 33       | 9     |
| Hertha BSC     | Alemania | 1995 - 2003 | 197      | 13    |

- Datos: Q626730